# هيلين نيويل جارفيلد
هيلين نيويل هيلز جارفيلد (مواليد 12 فبراير 1867 - 20 أغسطس 1930) سيدة مجتمع أمريكية وداعية لتعليم الصم. تعاني من صعوبة في السمع عندما أصبحت بالغة. عملت مع الصليب الأحمر الأمريكي أثناء الحرب العالمية الأولى، قامت بجمع الأموال لرعاية الأيتام الفرنسيين.

## النشأة
ولدت هيلين نيويل هيلز في شيكاغو، إلينوي، وهي ابنة جون نيويل وجوديث بور هيلز. وُلِد والداها في ماساتشوستس. كان والدها رئيسًا للسكك الحديدية.

## حياتها المهنية
أنجبت هيلين نيويل جارفيلد أربعة أطفال في تسعينيات القرن التاسع عشر، وكانت شخصية اجتماعية في واشنطن العاصمة، من عام 1902 إلى عام 1909، بينما كان زوجها جيمس رودولف جارفيلد يعمل مع الرئيس ثيودور روزفلت في مناصب مختلفة.

## الحياة الشخصية والإرث
في عام 1890، تزوجت هيلين نيول من المحامي والسياسي جيمس رودولف جارفيلد، ابن الرئيس جيمس أ. جارفيلد.  كان لديهم أربعة أبناء، جون، جيمس الثاني، نيويل، ورودولف. كان اسم منزلهم في مينتور، أوهايو، "هوليكروفت".  خدم أبناؤها جيمس وجون في جيش الولايات المتحدة أثناء الحرب العالمية الأولى. 
توفيت هيلين جارفيلد في عام 1930، عن عمر يناهز 63 عامًا، متأثرة بإصابات تعرضت لها في حادث سيارة في نيو هامبشاير. تم أرشفة أوراقها وأوراق زوجها في مكتبة الكونجرس.  بعض المواد التعليمية الخاصة بها موجودة في أوراق ابنها جيمس أ. جارفيلد الثاني في جمعية ويسترن ريزيرف التاريخية. أصبحت مدرسة جارفيلد لقراءة الكلام الآن مركز كليفلاند للسمع والكلام، التابع لجامعة كيس ويسترن ريزيرف.